# Grube Käthchen
Die Grube Käthchen ist eine ehemalige Braunkohlegrube des Bensberger Erzreviers in Bergisch Gladbach. Das Gelände gehört zum Stadtteil Stadtmitte.

## Geschichte
Der Steinbruchbesitzer Theodor Zimmermann mutete am 18. Oktober 1895 das Braunkohlegrubenfeld Käthchen. Nach der Feldesbesichtigung am 29. März 1897 wurde es ihm am 15. April 1897 verliehen.

## Betrieb
Es ist nicht bekannt, dass man die Braunkohle abgebaut hat. Mit Schreiben vom 12. November 1920 meldeten sich die Erben des Theodor Zimmermann beim Oberbergamt Bonn und baten um Zusendung aller Unterlagen über die „Fundorte und Bohrlöcher“ der Grubenfelder Käthchen, Antonia und Neeb. Man wolle die Braunkohle jetzt ausbeuten. Möglicherweise hat man in dieser wirtschaftlich schwierigen Zeit – ähnlich wie an der Saaler Mühle im Grubenfeld Consolidation Alfred – an der einen oder anderen Stelle Braunkohle zum Betrieb von Öfen gewonnen. Nähere Informationen liegen hierüber aber nicht vor.

## Lage und Relikte
Der Fundpunkt lag etwa im Bereich der Einmündung der Straße Marienhöhe in die Reuterstraße im Bereich einer dort betriebenen Tongrube, die sich auf einer etwa 600 m² großen Fläche acht bis zehn Meter tief erstreckte. Im nördlichen Teil dieser Grube fand man ein zwei Meter mächtiges Braunkohlevorkommen, das mit 1,8 m feuerfester Tonerde überdeckt war. Das Grubenfeld Käthchen erstreckte sich von hier aus bis zur Flora und grenzte südlich an das Braunkohlegrubenfeld Antonia.